# 蓬萊黃斑弄蝶
蓬萊黃斑弄蝶（学名：Potanthus diffusus）为弄蝶科黃斑弄蝶屬下的一个种。

## 描述
略具雌雄異型性。雄蝶全身以橙褐色為主，頭胸有毛，口器黑褐色。觸角褐色，具橙色環，末端鉤狀。下唇鬚前伸，前兩節具橙黃色毛叢，末節細小、褐色。足橙黃，腹部背面褐色，側面橙黃，腹面黃白。
前翅長13-16 mm，呈三角形，翅頂尖，邊緣略突出；後翅扇形。翅背底色褐，帶橙黃色斑紋，翅基覆橙黃毛。前翅中央有數條橙黃窄紋，填滿中室並延伸至前緣，黑色僅殘留於外緣與內側。後翅亦具橙黃斑帶與一中室斑點，斑帶翅脈覆黑褐鱗，Sc+R1及Rs室可見斑點。
翅腹面斑紋與背面相似，但多被橙黃鱗覆蓋，橙黃斑點鑲黑褐色邊。緣毛前端褐色，其餘黃色。1A+2A脈中央有黑褐色線狀性標。
雌蝶形態近似，翅幅較寬，無性標。

## 分佈
本種為臺灣特有種，分布於本島中海拔山區。

## 棲地
棲息於常綠闊葉林底層或邊緣遮蔽處，一年可發生多代。成蝶飛行活潑敏捷，喜訪花，雄蝶具領域行為。幼蟲以禾本科的芒草為食。